# Un bimbo sul leone
«Un bimbo sul leone» («Дитина на леві») — пісня та сингл італійського співака та кіноактора Адріано Челентано, опублікована 1968 року. Пісня вийшла на Б-стороні синглу з піснею «Canzone». Окрім цього вона увійшла до альбому співака «Azzurro».

## Історія
Пісня «Un bimbo sul leone» входить до числа найзнаменитіших пісень в творчості Адріано Челентано, тому він включив її до низки своїх збірок. Вона стала 10 треком альбому «Azzurro» 1968 року й випускалася власною студією Челентано «Clan Celentano» на Б-стороні 7-дюймовому LP-синглу з піснею «Canzone» на А-стороні. У 1968 році сингл, окрім Італії, випускався в Іспанії, Японії і Бразилії.

## Складова
На створення «Un bimbo sul leone» вплинув міжнародний рух хіпі, що виник 1965 року у Сан-Франциско в контексті лібералізації і демократизації традиційного суспільства. Пісня відноситься Челентано до теми про рай та руйнування людиною природи, у ній була мрія співака про світ гармонії між тваринами і людьми. Авторами музики пісні у стилі рок-н-ролу стали Джино Сантерколе (племінник Челентано) і Нандо Де Лука, а текст — Лучано Беретта і Мікі Дель Прете. Аранжування створив Детто Маріано. Музику виконав оркестр Іллера Паттачіні.

### Трек-лист
7-дюймові LP 1968 року
Сторона «А»
| #  | Назва             | Автор слів | Автор музики            | Тривалість |
| -- | ----------------- | ---------- | ----------------------- | ---------- |
| 1. | «Canzone» (Пісня) | Дон Бакі   | Дон Бакі, Детто Маріано | 2:40       |

Сторона «Б»
| #  | Назва                                 | Автор слів                      | Автор музики                    | Тривалість |
| -- | ------------------------------------- | ------------------------------- | ------------------------------- | ---------- |
| 1. | «Un bimbo sul leone» (Дитина на леві) | Лучано Беретта, Мікі Дель Прете | Джино Сантерколе, Нандо Де Лука | 3:35       |

## Ліцензійні видання
| Назва                                                              | Формат              | Лейбл                | Маркування | Країна    | Рік  |
| ------------------------------------------------------------------ | ------------------- | -------------------- | ---------- | --------- | ---- |
| Canzone / Un Bimbo Sul Leone                                       | 7", 45 RPM, Single  | Clan Celentano       | ACC 24073  | Італія    | 1968 |
| Canzone / Un Bimbo Sul Leone                                       | 7", 45 RPM, Mono    | Vergara              | 45.243-A   | Іспанія   | 1968 |
| Canzone / Un Bimbo Sul Leone                                       | 7", 45 RPM, Jukebox | Clan Celentano       | ACC 24073  | Італія    | 1968 |
| カンツォーネ (Canzone) / ライオンに向かう若者 (Un Bimbo Sul Leone) | 7", 45 RPM, Single  | Columbia             | LL-2155-NC | Японія    | 1968 |
| Canzone / Un Bimbo Sul Leone                                       | 7", Single          | Fermata              | FB-33261   | Бразилія  | 1968 |
| Cancion / Un Nino Sobre Un Leon                                    | 7", 45 RPM          | Producciones Fermata | 3 F-0226   | Аргентина | 1968 |

## Використання
Окрім «Azzurro», пісня увійшла до альбому «Le robe che ha detto Adriano» (1969). Пісня увійшла до збірок «Antologia (1957—1980)» (1979), «Antologia 1957—1987» (1987), «Le Origini Di Adriano Celentano. Vol.2» (1997), «Questa E' la Storia di Uno di Noi» (1999), «Unicamente Celentano» (2006), «…Adriano» (2013). Окрім цього 2014 року вийшла нова версія пісні у виконанні співачки Фіорелли Манної у дуеті з Челентано.